# Курайоші
Курайо́ші (яп. 倉吉市) — місто в Японії, в префектурі Тотторі. Завдяки своєму розташуванню на схід від Йонаґо, місто має значення центральних воріт префектури Тотторі. З населенням 50 360 осіб (на 1 листопада 2010 року) — це 3-тє найбільше місто в префектурі.